# ماتسودا نوریهیده
ماتسودا نوریهیده (به ژاپنی: 松田 憲秀 Matsuda Norihide)، یک سامورایی در دوره سنگوکو و یکی از مهم‌ترین ملازم‌های خاندان هوجوی اخیر بود.